# 格蘭冰川
76°56′S 161°14′E / 76.933°S 161.233°E
格蘭冰川是南極洲的冰川，位於維多利亞地，最終在格蘭山和伍爾諾山之間注入麥基冰川，該冰川取名自格蘭山，現時由南極條約體系管理。